# 黃竹坑小巴服務
黃竹坑小巴服務有限公司（Wong Chuk Hang Light Bus Services Company Limited），是香港南區鴨脷洲的一間專綫小巴營辦商，曾營運一條輔助居民巴士路線及七條港島專綫小巴路線。在港鐵南港島綫通車後，該公司旗下路線客量大幅下降，吉車遊街情況頻繁，全年累計虧蝕達七百多萬元。最終黃竹坑小巴服務有限公司決定向運輸署交回經營權，於2018年1月28日起停辦所有路線，結束營業。

## 歷史

### 發展經過
黃竹坑小巴服務有限公司於1984年10月12日註冊成立，當時以陳玉賢先生為首的26名股東，每人付出一萬元並貢獻一部小巴成立該公司。因該公司流動資金較少，大多數股東先後退股，在千禧年代股東只餘六名。
1985年11月15日政府刊憲公開招標多條全新專綫小巴路線的經營權，黃竹坑小巴服務投得其中一條，即後來在翌年9月10日啟行的香港島專線小巴36線，提供鴨脷洲大街經南風道和司徒拔道往返灣仔之小巴服務。該公司進而在1988年開辦鴨脷洲島內循環路線37；該路線在1992年一分為二，順時針方向行車的一條沿用「37」編號，逆時針方向則是37A線。
該公司各條路線在九十年代皆有過風光日子，全盛時期其車隊共有18輛小巴，員工多達五、六十人。其中36線客量曾長期不勝負荷，因而獲運輸署特准領取非專營巴士牌照，開辦36R號居民巴士（即後來的HR36線），以增加總體載客量。
除了專綫小巴，該公司亦擁有的士，連同牌照出租予他人打理；該公司亦自置物業，以圖分散投資，抵銷營運成本。

### 步向衰亡
然而，黃竹坑小巴服務營運的各條路線票價普遍高昂。36X線雖能免除大街居民經樓梯登上鴨脷洲橋道乘搭巴士之苦，票價卻接近城巴592線兩倍，使乘客卻步。至千禧年代中後期，該公司經營漸見困難，在日趨高昂的油價、保險費用、員工薪酬等夾擊之下，黃竹坑小巴服務早在港鐵南港島綫通車前，已是每年虧損近100萬元的蝕本生意。該公司在2016年初停辦HR36居民巴士。
2016年12月港鐵南港島綫通車，其利東站之閘外通道大大方便居民往返利東與鴨脷洲大街，令島內線37、37A線客量亦迅速流失，乘客已轉投港鐵或城巴592線，整組路線每月虧損60多萬元。黃竹坑小巴服務為求改善經營環境，於2017年8月7日起大幅削減37與37A線的班次，又在8月13日起永久停辦旗下的36線和所有深宵路線（36A及38）。該公司需一舉變賣旗下多輛小巴，並向銀行借貸，方能苟延殘喘。
縱然如此，該公司經營狀況仍未見起色，最終該公司決定連餘下仍在經營的36S、36X、37和37A線亦申請停辦。除37線在運輸署安排下獲島上另一小巴營辦商鴨脷洲專線小巴有限公司答允暫時接辦外，各路線於2018年1月27日最後一天提供服務，隨後黃竹坑小巴服務有限公司完全退出專綫小巴營辦商行列。

## 曾營辦路線
| 編號      | 路線                                | 服務形式         | 備註                                                                                        |
| --------- | ----------------------------------- | ---------------- | ------------------------------------------------------------------------------------------- |
| 36        | 鴨脷洲（平瀾街）↔灣仔（史釗域道）   | 每日早上服務     | 往灣仔方向不經香港仔隧道 於2017年8月13日取消                                                |
| 36A       | 鴨脷洲（平瀾街）↔灣仔（史釗域道）   | 每日深宵服務     | 於2017年8月13日取消                                                                         |
| 36X       | 鴨脷洲（平瀾街）↔銅鑼灣（利園山道） | 每日服務         | 於2018年1月28日停辦 於2019年4月7日改由新合興發展專線小巴營辦                                |
| 36S       | 鴨脷洲（南灣）↔銅鑼灣（利園山道）   | 每日指定時間服務 | 36X的特別班次 於2018年1月28日取消                                                           |
| 37        | 鴨脷洲（平瀾街）↺利東邨／鴨脷洲邨   | 每日服務         | 順時針循環線 於2018年1月28日改由鴨脷洲專線小巴營辦 於2019年4月7日改由新合興發展專線小巴營辦 |
| 37A       | 鴨脷洲（平瀾街）↺鴨脷洲邨／利東邨   | 每日服務         | 逆時針循環線 於2018年1月28日取消                                                            |
| 38        | 香港仔（西安街）↔利東邨             | 每日深宵服務     | 於2017年8月13日取消                                                                         |
| HR36(36R) | 鴨脷洲（平瀾街）↔銅鑼灣（利園山道） | 平日繁忙時間服務 | 居民巴士路線，為36X的支援路線 已於2016年初取消                                              |